# Caryospora najae
Caryospora najae – gatunek pasożytniczych pierwotniaków należący do rodziny Eimeriidae z podtypu Apicomplexa, które kiedyś były klasyfikowane jako protista. Występuje jako pasożyt węży. C. najae cechuje się tym iż oocysta zawiera 1 sporocystę. Z kolei każda sporocysta zawiera 8 sporozoitów.
Obecność tego pasożyta stwierdzono u kobry czarnoszyjej (Naja nigricollis) z rodziny zdradnicowatych (Elapidae).

## Sporulowana oocysta
Jest kształtu sferoidalnego o średnicy 13,8 – 16,1 μm, posiada 2 ściany o łącznej grubości 1 μm. Brak mikropyli, wieczka biegunowego oraz ciałka biegunowego.

## Sporulowana sporocysta i sporozoity
Sporocysty kształtu owoidalnego o długości 10,7 – 12,3 μm, szerokości 8,2 – 9,4 μm. Występuje ciałko Stieda oraz substieda body (SBB). Brak parastieda body (PSB).